# Liste der Ehrenbürger von Ottobrunn
Die Ehrenbürgerwürde ist die höchste kommunale Auszeichnung der Gemeinde Ottobrunn. Bislang wurden acht Personen zu Ehrenbürgern ernannt.
Hinweis: Die Auflistung erfolgt chronologisch nach dem Datum der Zuerkennung.

## Die Ehrenbürger der Gemeinde Ottobrunn
1. Ferdinand Leiß (1910–2002)
Bürgermeister
Verleihung 1980
Leiß bekleidete 15 Jahre lang, vom 20. Mai 1962 bis 28. Februar 1977, das Amt des Ersten Bürgermeisters.[1]
2. Karl Mager (1911–1986)
Gemeinderat
Verleihung 1981[2]
Mager gründete 1949 den TSV Ottobrunn.[3] Von April 1955 bis November 1977 vertrat er die SPD 22 Jahre lang im Ottobrunner Gemeinderat.[4] Vom 1. Mai 1960 bis 30. April 1966 war er Zweiter Bürgermeister von Ottobrunn.[1] Nach Mager ist in Ottobrunn ein Weg benannt.
3. Josef Wudy (1917–1992)
Schulleiter
Verleihung 1990[2]
Wudy leitete von 1963 bis 1971 die Volksschule an der Lenbachallee.[5] 24 Jahre lang, von Mai 1966 bis April 1990, vertrat er die CSU im Ottobrunner Gemeinderat.[4] Vom 1. Mai 1972 bis 30. April 1990 war er Dritter Bürgermeister von Ottobrunn.[1]
4. Willi Proch (1915–1996)
Gemeinderat
Verleihung 1990[2]
Proch wurde 1959 zum Ersten Vorsitzenden der neu gegründeten CSU-Ortsgruppe Ottobrunn-Riemerling gewählt.[6] 35 Jahre lang, von April 1955 bis April 1990, gehörte er dem Ottobrunner Gemeinderat an.[4]
5. Rudolf Heydt (* 1936)
Gemeinderat
Verleihung 2006[4]
Heydt gehörte dem Ottobrunner Gemeinderat als Vertreter der SPD von Februar 1967 bis April 2008 an.[4] Der Gemeinde Ottobrunn diente er 18 Jahre lang, vom 1. Mai 1990 bis 30. April 2008, als Zweiter Bürgermeister.[1] Er wurde für seine „besonders großen Verdienste um die Gemeinde Ottobrunn“ zum Ehrenbürger ernannt.[2][7]
6. Anton Zawadke (* 13. Juni 1932 in Zippnow/Hinterpommern[8]; † 15. März 2013 in München[9])
Pfarrer
Verleihung 2009
Zawadke war 38 Jahre lang, von 1969 bis 2007, Pfarrer der Pfarrei St. Otto.[10] Die Ehrenbürgerwürde erhielt Zawadke für seine „besonders großen Verdienste um die Gemeinde Ottobrunn“.[2]
7. Jan Murken (* 19. August 1934 in Gütersloh[11])
Kinderarzt und emeritierter Professor für Kinderheilkunde und Humangenetik
Verleihung 2014
Murken lebt seit 1971 in Ottobrunn und war dort 24 Jahre lang für die SPD im Gemeinderat. Er vertrat 14 Jahre lang (1972–1986) Ottobrunner Interessen im Kreistag München-Land. Seit 1978 setzt er sich im Bezirkstag für Kulturförderung und Denkmalpflege ein. Seit 1989 leitet Murken das Otto-König-von-Griechenland-Museum, das er anregte, konzipierte und in wesentlichen Teilen aufbaute. Darüber hinaus initiierte er 1976 die Gemeindepartnerschaft mit Nauplia, die erste deutsch-griechische Partnerschaft überhaupt.[12] Murken ist unter anderem Träger des Bundesverdienstkreuzes am Bande (1995), der Goldmedaille des Historischen Vereins Athen (1999), der Medaille „München leuchtet“ in Silber (2001), des Bayerischen Verdienstordens (2002), der Bayerischen Verfassungsmedaille in Silber (2004), der Ottobrunner Bürgermedaille (2005) und des goldenen Ehrenrings der Vereinigung der Deutsch-Griechischen Gesellschaften (2005).[4][11][13][14][15][16][17][18][19]
8. Sabine Kudera (* 1942)
deutsche Soziologin, emeritierte Hochschulprofessorin der Universität der Bundeswehr München und Kommunalpolitikerin der SPD
Verleihung 2017[20]
1989 wandte sie sich der Politik zu und wurde zur Ersten Bürgermeisterin von Ottobrunn gewählt. Als weibliche Sozialdemokratin stellte sie in der ansonsten CSU-dominierten Gemeinde eine Ausnahmeerscheinung dar.[21] 1995 und 2001 wurde sie wiedergewählt, trat jedoch 2007 nicht erneut zur Wahl an. Von der Gemeinde Ottobrunn wurde ihr der Ehrentitel Altbürgermeisterin verliehen.[22]